# Leptataspis medea
Leptataspis medea är en insektsart som beskrevs av Gustav Breddin 1903. Leptataspis medea ingår i släktet Leptataspis och familjen spottstritar. Inga underarter finns listade i Catalogue of Life.